# Secours rouge (France)
Pour les articles homonymes, voir Secours rouge.

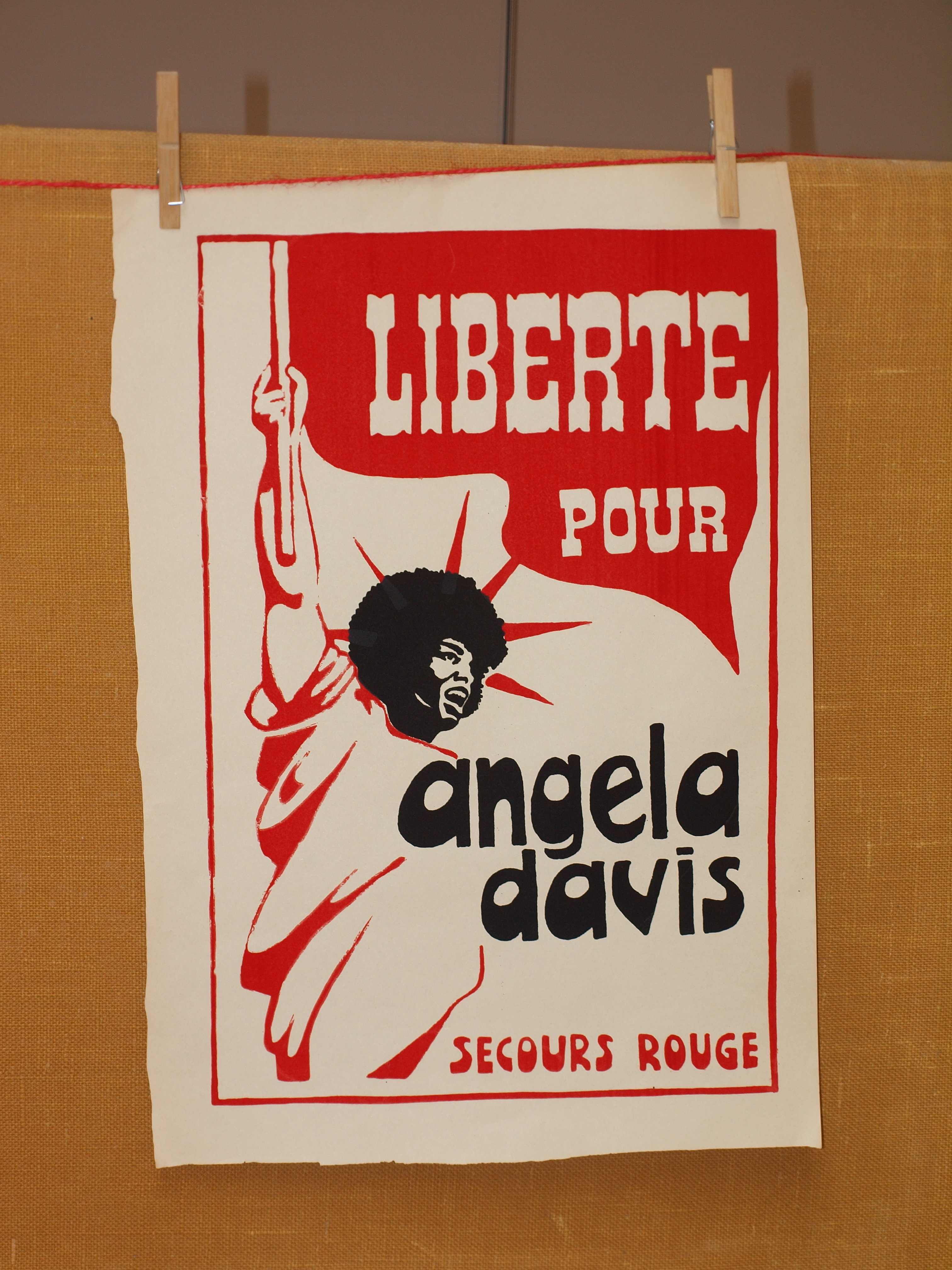
Liberté pour Angela Davis, affiche du Secours rouge.

Le Secours rouge est une organisation caritative créée en France dans les années 1920 comme une branche du Secours rouge international puis relancée en 1970, dans le sillage des incidents qui ont suivi Mai 68, sous l'égide du philosophe Jean-Paul Sartre et de plusieurs anciens combattants des FTP de la Résistance, mais cette fois sans être liée à l'Internationale communiste. Sa création et son succès s'inscrivent dans le souvenir encore récent de la guerre d’Algérie qui réactive la mémoire de la Seconde Guerre mondiale. Certains s’attribuent une « conscience antifasciste » bien antérieure à une quelconque politisation.

## Histoire

### Le Secours rouge international des années 1920
Créé le 29 décembre 1922 à Moscou à l'initiative de la Société des vieux bolcheviks, une « Association d’aide et de solidarité internationale aux combattants de la Révolution » est à l’origine du Secours Rouge International qui comptera 19 sections nationales en 1924, puis 71 en 1932, totalisant 13,8 millions de cotisants (dont 5 560 000 en URSS).
Ce Secours rouge international, association « d'aide et de solidarité internationale aux combattants de la Révolution », est une contrepartie politique de la Croix-Rouge. Dès 1923, des sections nationales sont créées, tout particulièrement dans les pays où la répression anti-révolutionnaire est la plus forte. Il en compte 19 en septembre 1924, quand le SRI tient sa première Conférence internationale.
Le Secours Rouge International mènera campagne pour Sacco et Vanzetti, pour les insurgés bulgares et asturiens, pour les antifascistes espagnols, allemands et italiens. La Section belge du SRI est créée en 1925, son premier président est Charles Plisnier et elle aura des sections dans tout le pays.
Dans les années 1930, une branche française est créée, le Secours rouge, fondé en 1931 sous obédience communiste, assurait la solidarité de tous les emprisonnés politiques, y compris les anarchistes. Puis cette organisation s’est convertie en « Secours populaire », toujours sous patronage communiste, et a abandonné sa vocation initiale de lutte contre la répression pour adopter un rôle de bienfaisance humanitaire. Le Secours rouge international est particulièrement actif lors de la Guerre d'Espagne (1936-1939).

### La situation à la fin du mois de juin 1968
À la fin du mois de juin 1968, des intellectuels constituent un « Comité pour la liberté et contre la répression », dénonçant en particulier la dissolution de 11 organisations d’extrême-gauche, les expulsions d’étrangers, ou encore les violences envers les distributeurs de tracts et les sanctions pour fait de grève. Parmi eux, Marguerite Duras, Alfred Kastler, Michel Leiris, Jacques Monod, Laurent Schwartz[Lequel ?], ou encore Pierre Vidal-Naquet. Et le 1er août 1968, une conférence de presse appelle à constituer un « Front uni contre la répression ». Elle réunit l’UNEF, les CAL, le Comité d’action écrivains-étudiants, le Comité pour la liberté et contre la répression, le Groupe d’action judiciaire, le PSU, les Étudiants socialiste unifiés(PSU), les Étudiants socialistes-SFIO, la Jeunesse socialiste, le Mouvement Témoignage chrétien, le MCAA, le CVN, le Comité d’initiative pour un mouvement révolutionnaire, Le Nouvel Observateur, Combat, Action, Les Temps Modernes, Les Cahiers de Mai. Également en mai-juin 1968, se constitue le Groupe d’action judiciaire (qui deviendra Mouvement d’action judiciaire) avec des avocats (Jean-Jacques de Felice, Henri Leclerc, Michèle Beauvillard, etc.) et des magistrats.

### Les débuts du Secours rouge de 1970: Sartre, Chaintron et Colombel
Au début de 1970, avec Serge July et Michel Fontaine, la philosophe Jeannette Colombel, qui enseigne au Centre universitaire de Vincennes, recherche un parrainage célèbre et propose d'anciens résistants comme Charles Tillon, Jean Chaintron, Eugénie Camphin, mère de deux mineurs fusillés par les allemands, Roger Pannequin, ou encore Bernard Lambert, responsable paysan. Mais July et Fontaine commencent par demander la présence de Sartre que Jeanette Colombel va trouver car elle est alors la seule à le connaître et qui fut d'emblée d'accord.
Au même moment, Jean Chaintron, un ancien grand résistant, reçoit chez lui la visite de quelques jeunes militants, menés par la même Jeannette Colombel, qu'il connait comme « la fille de Prenant », Marcel Prenant, célèbre biologiste exclu lui aussi de la direction du PCF dans les années 1950. Ces militants lui demandent d’apporter son concours à leur projet, faire renaître un Secours rouge semblable à celui dont il fut secrétaire général et le permanent de la section française, trente-cinq ans auparavant, entre 1932 et 1935. Fondateur du Parti communiste algérien (PCA) en octobre 1936, Jean Chaintron avait aussi été Commissaire politique des Brigades internationales pendant la Guerre civile espagnole, où l'un de ses frères a trouvé la mort. Il fut l'un des deux seuls préfets communistes nommés par le général de Gaulle en 1945 puis le directeur du cabinet de Maurice Thorez en 1947 avant de quitter le PCF après avoir critiqué l'intervention russe en Hongrie de 1956.
De semblables Secours rouge renaissent aussi en Italie (avec Dario Fo) et ailleurs mais disparaitront à la fin des années 1970.

### Le contexte des premières discussions
Peu auparavant l'entrevue qu'il accorde à « la fille de Prenant », le 23 janvier 1970 Serge July et Charles de Choiseul-Praslin[Lequel ?] ont été condamnés à de la prison avec sursis, pour s'être rebellé dix jours plus tôt lors d'un accrochage avec des policiers les surveillant pendant une vente à la criée de La Cause du Peuple, journal de la Gauche Prolétarienne. Le jour où ils sont condamnés, Alain Geismar et Olivier Rolin attaquent un commissariat, à Mantes la Jolie et les locaux de l’Éducation surveillée à Paris sont occupés par des étudiants du Centre universitaire de Vincennes. La rubrique « agitation » tout juste créé par Le Monde ne désemplit plus ensuite: violences contre le doyen Paul Ricœur à Nanterre (26 janvier), sabotage de grues aux chantiers navals de Dunkerque (5 février), incendie des bureaux des Houillères à Hénin-Liétard (16 février), nouveaux affrontements sur le campus de Nanterre et saccage des bureaux du doyen Zamansky à Paris (3 et 4 mars), attaque de la mairie de Meulan (6 mars), pour protester contre le trafic de papiers imposé aux ouvriers.
Le philosophe Jean-Paul Sartre, sur la réserve depuis Mai 68 accepte de participer le 17 mars 1970 à un meeting avec Alain Krivine et Michel Rocard(PSU), appelé par le Comité pour la libération des soldats emprisonnés mais il est interdit. Et en avril, c'est la saisie du journal  La Cause du Peuple, pour « provocation au crime contre la sûreté de l'État et apologie du meurtre, du pillage, de l’incendie et provocation à ces crimes ». Ses dirigeants, Michel Le Bris et Jean-Pierre Le Dantec, sont successivement arrêtés. Le chef de la Gauche Prolétarienne, Benny Lévy invite Jean-Paul Sartre à la brasserie La Coupole, pour lui proposer de prendre la direction, mais ce dernier a déjà été approché par son amie de longue date Jeannette Colombel, dont le gendre André Glucksmann milite à la Gauche Prolétarienne.
Le 1er mai 1970, Jean-Paul Sartre annonce dans le no 20 de La Cause du peuple qu’il accepte. Il en prend la co-direction avec une de ses amies, Liliane Siegel, dont on apprendra plus tard qu'elle faisait partie des «femmes» de Sartre mais resta « clandestine » de 1960 à 1970, de son témoignage dans un livre.

### L'appel du 18 juin 1970 autour de Jean-Paul Sartre
Jean-Paul Sartre soutient aussi le projet de Secours Rouge, mais dans un premier temps décide de mettre l'accent sur la liberté de la presse en acceptant de prendre la direction de La Cause du Peuple, journal de la Gauche Prolétarienne, qui a été saisi. Il refusera de témoigner à la barre pour Alain Geismar. Selon Michel Rotman, la Ligue communiste avait le projet de constituer une organisation type « Secours rouge » mais l’idée s'est transformée par la suite. De son côté, Claude Angeli assure en avoir parlé à Alain Geismar, Serge July et des dirigeants de la Ligue communiste mais trouve peu d’écho.
Officiellement interdite le 27 mai 1970 par les « lois Marcellin », tandis que son La Cause du peuple est saisi plusieurs fois, la GP continue son action autour du « Mouvement du 27 mai » qui la remplace. Son journal deviendra J'accuse-La Cause du peuple au printemps 1971 avec un numéro zéro dès l'automne 1970.
Un comité d’initiative (CI) du Secours rouge est constitué le 11 juin 1970, dix-sept personnalités signant un appel présenté par Jean-Paul Sartre le 18 juin, anniversaire de celui du général de Gaulle en 1940 et réunissant notamment l'ex-avocate du FLN algérien Gisèle Halimi, et de célèbres résistants exclus du PCF comme Charles Tillon, Robert Davezies, Roger Pannequin, Vercors ou encore Georges Montaron, de Témoignage chrétien et dont Jean Chaintron est désigné responsable provisoire en attendant qu’un président soit élu en congrès. Le CI regroupe aussi des syndicalistes salariés ou agriculteurs comme Henri Guilloux et Bernard Lambert. Le comité provisoire se réunit chez Sartre. Il sera parrainé aussi par l'ex-résistante Eugénie Camphin, figure du Bassin minier du Nord-Pas-de-Calais et de la Grève des mineurs du Nord-Pas-de-Calais (1941), mère de deux résistants tués sous les balles allemandes, et de l'ex-communiste René Camphin, chef des FTP du Pas-de-Calais dans la Résistance, qui s'était suicidé en 1954 pendant la crise du PCF.

### Le décollage et les succès de l'automne 1970
L'association commence sa campagne par des réunions, des tracts et journaux, qui ne prend vraiment de l'ampleur qu'à l'automne 1970. Elle affirme connaitre 186 cas de condamnés, des professeurs, des surveillants, des étudiants des lycéens et quelques ouvriers, allant de la privation d’emploi à un an de prison ferme pour des « délits » tels que publications interdites, inscriptions murales, reconstitution de ligues dissoutes, réunions ou manifestations non autorisées, occupation de locaux, violences à agents ou port d’armes prohibées. Une déclaration parle de plusieurs centaines de cas, chiffre sera cependant contesté par les historiens.
Plusieurs dizaines de comités du Secours rouge naquirent pendant l’automne et l’hiver 1970. Le 18 septembre 1970, l'association organise un meeting à la Mutualité à Paris, présidé par Jean Chaintron, qui constate alors que « le fanatisme, l’embrigadement se reproduisait dans ces jeunes générations contestataires », et s'en dira « navré » car l’union lui « semblait impérieusement nécessaire ». Le Monde du 21 septembre, qui a envoyé un journaliste, constate la présence de « quelque trois mille personnes ». La grève de la faim des détenus obtient des résultats dès le 22 septembre 1970, sur fond d'audience médiatique, l'humoriste Francis Blanche appelant même sur Europe 1, à soutenir ce « régime contre le régime ».
Le 12 décembre, c'est le Secours rouge qui organise le Tribunal populaire de Lens en 1970, devant 500 personnes réunies à l’Hôtel de ville de Lens, l'avant-veille du procès des militants qui avaient lancé des cocktails Molotov dans les bureaux des Houillères à Hénin-Liétard. Serge July et Volodia Shahshahani avaient déménagé dans la région, envoyés par la Gauche prolétarienne afin de préparer le procès.
Des élèves ingénieurs de l’École des mines et des médecins apportent leur témoignage sur la silicose et les circonstances du coup de grisou qui avait servi de prétexte au lancer de cocktails Molotov contre les bureaux des Houillères à Hénin-Liétard. Ce Tribunal populaire de Lens en 1970 est un succès médiatique, le surlendemain les peines sont clémentes et le 23 décembre Jean-Pierre Le Dantec est même libéré de la Prison de la Santé via une grâce présidentielle.

### Les tensions du début de l'année 1971
Début janvier 1971, Françoise Renberg, fille de Jeannette Colombel, vient chercher sa mère dans une gare parisienne pour lui demander de se joindre à un groupe constitué de Maurice Clavel, de son gendre André Glucksmann et des avocats de la GP, qui veulent constituer une délégation au ministère de la Justice, en faveur des militants maoïstes emprisonnés. Sa fille lui demande tout particulièrement d'aller chercher Jean-Paul Sartre, dont elle est la seule à connaitre l'adresse. Jeannette Colombel accepte et enmène Michel Foucault chez Jean-Paul Sartre. La délégation au ministère de la Justice sera reçue début février. Le 15 janvier 1971, Sartre donne une longue interview à J'accuse no 1, journal que vient de fonder la Gauche Prolétarienne et dont André Glucksmann est le directeur avec sa femme Françoise Renberg et le leader maoïste Robert Linhart. Au même moment, le premier numéro de Secours rouge, journal du Secours rouge, daté de janvier 1971, publie une liste de 41 « Les prisonniers politiques en France », soumis à un régime de droit commun et isolés des uns des autres.
Le 29 janvier, la Nouvelle résistance populaire (NRP), bras armé de la Gauche Prolétarienne, tire une quinzaine de roquettes artisanales sur la Prison de la Santé à Paris, en lançant des messages de solidarité aux prisonniers « maos » depuis des haut-parleurs sur un immeuble face à la prison. Trois jours après des cocktails Molotov sont lancés dans les locaux de la direction régionale de l’administration pénitentiaire à Lille tandis que 3 000 personnes manifestent dans les rues du 14e arrondissement de Paris malgré l'interdiction. Entre-temps, la réception prévue par le Garde des Sceaux René Pleven d'Alfred Kastler (Prix Nobel de physique) , Laurent Schwartz , Paul Ricœur et Pierre Vidal-Naquet, vice-président de la Ligue des droits de l'homme est maintenue et a lieu le 4 février. René Pleven prend des engagements, la grève de la faim a cessé, mais des divergences apparaissent au sein du Secours rouge sur la confiance à lui accorder. La manifestation du 9 février 1971, place de Clichy à Paris en solidarité avec les militants emprisonnés est maintenue mais la Ligue Communiste refuse d’y participer. La police la disperse violemment, Richard Deshayes de Vive la Révolution (VLR), perd un œil. Le lendemain, le « Mouvement du 27 mai » 1970 (ex-Gauche prolétarienne) appelle dans un communiqué à l’usage de la violence. Le 17 février, 20 000 lycéens défilent, selon les organisateurs, du lycée Chaptal, celui de Gilles Guiot arrêté par hasard place Clichy, à l’hôpital de la Salpétrière où est hospitalisé Richard Deshayes, puis la Halle-aux-vins. Le surlendemain, Gilles Guiot est relaxé par la cour d’appel et mis en liberté.

### La tension avec la police et les affrontements de mars 1971
Lors de la journée de dialogue organisée par la police en direction de l’opinion le 4 mars 1971 un texte du CI « Des citoyens au-dessus de tout soupçon ? Le Secours rouge vous parle de la police » dénonce « les arrestations arbitraires, les brimades, les sévices », et appelle les policiers qui contestent à refuser d’exécuter « des ordres qui peuvent les conduire à des actes criminels ». Cinq jours après, la tension est encore aggravée par les combats de rue du 9 mars 1971.
La GP ne voulant pas abandonner la rue à sa concurrente, la JCR, une de ses initiatives les plus spectaculaires est la manifestation du 9 mars 1971 contre un meeting d'Ordre nouveau (mouvement) au Palais de Sorts de Paris, préparée par un tract affirmant n'avoir « pas oublié le massacre de nos frères algériens par les successeurs des nazis lors de la guerre pour l’indépendance de l’Algérie » ni le « mot d’ordre du poète de la Résistance : Par les armes et par le sang, délivrez-nous du fascisme ».
Le souvenir encore récent de la Guerre d’Algérie réactive la mémoire de la Seconde Guerre mondiale. Certains s’attribuent une « conscience antifasciste » bien antérieure à une quelconque politisation. Ce 9 mars 1971, environ 200 à 300 militants de la Ligue communiste sont armés de bâtons et de casques, ceux de la Gauche prolétarienne et de Vive la Révolution sont sur les côtés, avec des cocktail molotov en appui, mais sans parvenir à empêcher le meeting. Cette attaque a fait l'objet d'un rapport confidentiel du ministère de l'Intérieur. La veille du meeting, Robert Allo, militant d’Ordre nouveau, a été repéré dans la rue par des gauchistes, et matraqué jusqu'à sombrer dans le coma et soigné par une trépanation. Au matin du 9 mars, devant journalistes et policiers, les membres du service d’ordre nationaliste déchargent de plusieurs camionnettes des centaines de barres de fer, des casques et des boucliers. L’extrême gauche attaque la police à la barre de fer et aux hampes de drapeaux, avec des groupes d’éclaireurs en mobylettes, et harcèle la police par des cocktails Molotov et des lancers de bonbonnes d’acide depuis les toits. Les forces de l’ordre laissent se produire les affrontements puis chargent. Dans les jours suivants, des photographies montrent très distinctement que policiers et militants du service d’ordre nationalistes sont intervenus souvent mêlés. Le Canard enchainé révèle qu'il a été en liaison permanente avec des officiers des RG, l’un d’entre eux y participant. La majorité des médias estime que la violence a démasqué des « fascistes de gauche » et réclame la dissolution tant de la Ligue communiste que d'Ordre nouveau (mouvement) où une tonne de barres de fer est ensuite saisie lors d'une perquisition.

### Les démissions puis l'isolement de la GP, de mars à juin 1971
Également en mars 1971, Sartre démissionne, tandis que l'orientation de la Ligue communiste au sein du SR est désavouée par sa minorité, qui fait scission en mars pour créer Révolution ! autour d'Isaac Johsua, Henri Maler, Christian Picquet, que des militants du PSU (dont Manuel Bridier) rejoignent en 1972.
Le climat se durcit lors du meeting d'Ordre Nouveau (mouvement) au Palais des Sports de Paris, attaqué par les gauchistes sur un nouveau mode: après la première charge offensive des manifestants, au moment de la contre-charge des CRS, des groupes se sont dispersés, reformés, puis ont harcelé avec les moyens du bord les forces de police.
Lors des manifestations du 1er mai 1971 à Paris (12 000 personnes selon la Préfecture), le Secours rouge rassemble encore les plus gros contingents avec ceux du PSU, selon Le Monde.
Le samedi 29 mai 1971, Alain Jaubert, journaliste au Nouvel Observateur est victime de brutalités policières en sortant d'un restaurant place Clichy. Un manifeste « Nous portons plainte contre la police », reçoit des centaines de signatures: écrivains, cinéastes, enseignants, avocats, et gens de presse soutiennent l'inculpé. Le président du Syndicat national des journalistes et fondateur des sociétés de journalistes du Figaro, Denis Perier-Daville, ou encore Claude Mauriac, journaliste à l'AFP et ex-secrétaire particulier du général de Gaulle se mobilisent. Le vendredi suivant, en début d'après-midi, plus de 600 journalistes se regroupent au pied de l'immeuble du Figaro, au rond-point des Champs-Élysées puis improvisent un sit-in devant le ministère de l'Intérieur.
Un numéro « Spécial Flics » est programmé par le journal J'accuse avec l'aide discrète de rédacteurs de France-Soir. Quelques mois plus tôt, Un condé, film d'Yves Boisset, a été censuré par le ministre de l'Intérieur Raymond Marcellin, en raison de quelques répliques du personnage principal, un commissaire de police montré en train de tabasser un prévenu attaché à un radiateur. Une censure d'autant mal vécu que le décès Théo Sarapo, chanteur et acteur d'origine grecque, le 28 août 1970 à Limoges, a retardé la sortie du film de 3 mois. Le journal ouvre aussi ses pages à une quinzaine de journalistes appartenant à diverses rédactions ce numéro « Spécial flics » et appelle à des « cahiers de doléances contre la police ».
Le journal prévient qu'aura lieu le 28 juin 1971 un tribunal populaire contre la police. Mal préparé selon la GP elle-même, il sera un semi-échec, dû notamment à la désolidarisation de dernière minute du Secours rouge.
Le climat s'est entre temps dégradé dans les usines. À Rennes, le 13 mai 1971, une violente bagarre a opposé 70 militants trotskistes armés et casqués à des membres de la CFT, au cours duquel trois militants de la Ligue Communiste sont interpellés par les forces de l'ordre. Ces affrontements violents à l’extérieur gênent les syndicats qui tentent de s’implanter dans l’entreprise démocratiquement. Déjà le 11 février 1971 a lieu une des distributions de tracts de maoistes avait déclenché une intervention musclée de la CFT, qui s'était attaquée ensuite en mars 1971 à une distribution de tracts CGT.
Le 4 juin 1971, quatre grands résistants membres du CI du Secours Rouge signent ensemble un texte faisant le bilan de l’activité du SR et démissionnent : Jean Chaintron, Charles Tillon, Pierre Kahn-Farelle et Roger Pannequin qui dénoncent : « Des groupes [qui] s’acharnèrent à faire du Secours rouge la couverture d’activités dites spontanées et le camouflage d’une organisation sans responsables connus […] ».
Le Comité d’Initiative prend à son tour ses distances, par la déclaration les 12 et 13 juin 1971 dénonçant la « parodie bourgeoise de la justice » et insistant sur la nécessité d’une « instruction populaire et publique » des violences policières. Malgré l'excellent travail fait par la Commission d’enquête sur l’affaire Jaubert, son caractère ouvert, ses participations nombreuses et l’importance de ses résultats, le CI du SR juge peu après que le « Procès Populaire de la Police » prévu pour le 27 juin ne correspond absolument pas aux objectifs généraux du SR, ni au caractère public et large de ses initiatives.
Le PSU s’inquiète lui aussi, dans son journal Tribune socialiste du 17 juin 1971 et le 28 juin 1971, c'est la Ligue communiste qui annonce son départ du « Secours rouge » avec cette fois un vote majoritaire du congrès.

### Les occupations de logement de l'année 1972
À partir de 1972, les mobilisations du Secours rouge se font plus largement autour des squatt d'habitations, avec d'énormes banderoles : « On a raison d'occuper les maisons vides ».
En janvier 1972, dans le sillage de l'activisme gauchiste autour de la cause palestinienne de novembre 1971 dans le 18e arrondissement de Paris, une famille de 8 enfants qui vivaient depuis deux ans en caravane, sous un pont de chemin de fer, s’était déjà installée illégalement dans la villa inoccupée du pianiste de la chanteuse Rika Zaraï, dénigrée pour son soutien militant à l’Etat d’Israël, sur les hauteurs dominant la Seine, au 13 rue Henri-Tariel.
En janvier 1972, début aussi l'occupation de logements d'une quinzaine de maisons des corons autour de Douai, dans le Nord. Le premier immeuble vacant est occupé en février dans le 14e arrondissement de Paris.
Dès février 1972, le Secours rouge lance une grande campagne pour l’occupation de maisons vides, annoncée l'année précédente en première page du deuxième et dernier numéro de son journal, Secours rouge (24 février 1971) : « Occuper les maisons vides c’est normal ». Ce « mouvement » fera l'objet de l’étude d’Eddy Cherki parue en 1973, dans la revue Espaces & Société, qui a recensé près de 70 expropriations « sauvages » de maisons inoccupées et plus d’une dizaine d’immeubles vides occupés, entre janvier 1972 et janvier 1973.
Une manifestation sur ce thème réunit plusieurs milliers de personnes dès février 1972, avec des déclinaisons à Montreuil, Issy-les-Moulineaux et les 13e et 14e arrondissement de Paris. L'une d'elles, l'occupation de deux maisons vides à Issy-les-Moulineaux par 23 familles yougoslaves en 1972 va déboucher quelques mois après sur l'Affaire du bal d'Issy-les-Moulineaux de 1972, marquée par l'attaque d'un commando armé de matraques contre un bal organisé par le Secours rouge, puis le viol de deux militantes par des membres de ce commando.

## Chronologie
- février 1971 : le Secours Rouge appelle à dénoncer les exactions policières
- avril 1971 : le préfet de Paris Maurice Grimaud remercié.
- début mai 1971 : le premier comité de lutte apparait à Renault-Billancourt[24].
- 24 mai 1971 : les OS du Mans cessèrent leur grève, Billancourt suit le 25 mai, après 19 jours d'occupation « bidon », pendant lesquels le Comité de lutte n'a pas réussi à contrebalancer le poids des syndicats[24].
- 13 juin 1971 : J'accuse reprend le Comité de lutte Renault qui parle d'une « situation excellente » contre toute évidence[24].
- 28 juin 1971 : J'accuse titre sur un projet de statuts pour l'union des comités de lutte d'ateliers de Renault-Billancourt[24].
- 14 mai 1971 : dans la nuit, la NRP plastique les locaux de l'hebdomadaire d'extrême droite Minute.
- 24 mai 1971 : premier numéro de J'accuse-La Cause du Peuple, qui ont fusionné.
- 28 mai 1971 : à Grenoble, un commando d'extrême-droite au restaurant Diderot, sur le campus, deux étudiants blessés à coups de pistolet
- 29 mai 1971 : Alain Jaubert brutalisé par des policiers place de Clichy.
- juin 1971 : un militant GP licencié donne un coup de couteau à un militant de la CGT qui collait des affiches[24].
- 18 juin 1971 : création de l'Agence de presse APL, dirigée par Maurice Clavel et Jean-Pierre Vernier, afin d'informer sur les conflits sociaux.
- 23 juillet 1971 : manifestation devant l'ambassade de Jordanie de à l'initiative du « Groupe Karamé de la milice ouvrière multinationale » et des Comités Palestine. Christian Riss, établi à Renault-Billancourt, est blessé au poumon par balles par un policier et licencié[24].
- 25 juin 1971 : la lettre d'un ancien « établi » de Billancourt dans Le Monde dénonce un mauvais climat[24].
- 15 juillet 1971 : 25 militants de la milice ouvrière multinationale de Renault se heurtent à la CFT à Citroën-Balard[24].
- 1er août 1971 : J'accuse raconte qu'ils ont pris des barres de fer et chargé, laissant « Cinq saLopards de la CFT restent sur le terrain », dont un contremaitre et le chef du syndicat indépendant[24].
- mi-septembre 1971 : dossier de J'accuse sur la Mutinerie d'Attica
- 5 septembre 1971, attaque à Thionville du Transeurop Express, raconté sur le mode FTP[24],[25]
- décembre 1971 : Simone Signoret et d'autres achètent une page de publicité dans Le Monde.
- 15 octobre 1971 : l'éditorial de J'accuse appelle à l'union des comités d'atelier[24].
- 13 janvier 1972 : bagarre GP contre CGT, dont trois délégués sont blessés et qui sort un tract dénonçant nommément les « provocateurs »[24].
- 20 janvier 1972 : Saddok ben Mabrouk, ouvrier tunisien membre du comité de lutte Renault est licencié « pour vol »[24].
- : 2e licenciement après le saccage du bureau de l'agent de maîtrise, Michilleti, qui donnera une interview au journal Minute.
- 28 janvier 1972, une quarantaine de retoucheurs occupent le bureau du directeur de département[24].
- 1er février 1972 : J'accuse raconte les exactions chez Renault-Billancourt[24].
- avril 1972 : André Glucksmann compare le fascisme d'usine aux guerre coloniales et il y a du fascisme dans chaque usine.